# エステリ県
エステリ県（エステリけん、Departamento de Estelí）は、ニカラグア北西部の県である。北部にマドリス県、西部にチナンデガ県、南西部にレオン県、南東部にマタガルパ県、東部にヒノテガ県と接している。パンアメリカンハイウェイが南北に貫く。面積2,335km2、人口215,400人（2005年）、県都はエステリである。農業が主な主要産業であり、ニカラグア産葉巻の産地として有名である。

## 隣接する県
- マドリス県
- ヒノテガ県
- マタガルパ県
- レオン県
- チナンデガ県

## 基礎自治体
1. Condega
2. エステリ
3. La Trinidad
4. Pueblo Nuevo
5. San Juan de Limay
6. San Nicolás